# Чирков Володимир Іванович
Володимир Іванович Чирков (нар. 11 вересня 1954, Ворошиловськ) — український футболіст, нападник. Один з найкращих бомбардирів української зони другої ліги, кращий бомбардир «Авангарду» в історії — 88 забитих голів у чемпіонатах.

## Життєпис
1978 року дебютував у складі команди «Авангард» (Рівне). З наступного року став гравцем основного складу. Три роки поспіль був найвлучнішим гравцем клубу (у четвертому сезоні на один м'яч більше забив Віктор Сахно). Кращий бомбардир турніру команд української зони другої ліги 1980 року (25 голів). У наступному сезоні здобув бронзову медаль чемпіонату УРСР. Усього за 5 років виступів за команду з Рівного провів 181 лігову гру і забив 78 м'ячів.
1983 року перейшов до складу павлоградського «Колоса». На фініші турніру павлоградці поступилися двома очками київським армійцям і здобули срібні нагороди чемпіонату УРСР. Також їм дістався «Рубіновий кубок» — приз для найрезультативнішого клубу української першості. Найкращими бомбардирами «Колоса» стали: Олександр Новиков (32 голи), Ігор Яворський (16), Микола Самойленко (15) і Володимир Чирков (14).
Наступного сезону історія повторилася. Павлоградці набрали лише на одне очко менше, ніж чемпіон — «Нива» (Вінниця). Знову гравцям «Колоса» дістався і «Рубіновий кубок». А от внесок Чиркова у командні здобутки дещо зменшився — всього п'ять голів в 33 поєдинках.
1985 року повернувся до рівенського «Авангарду». Наостанок, вчетверте став найкращим бомбардиром клубу. Всього за вісім сезонів у чемпіонаті УРСР провів 301 матч, в яких забив 107 м'ячів.

## Досягнення
- Срібний призер чемпіонату УРСР (2): 1983, 1984
- Бронзовий призер Чемпіонату УРСР (1): 1981
- Кращий бомбардир чемпіонату УРСР (1): 1980

## Статистика
| Сезон             | Команда             | Ліга              | Ігри | Голи |
| ----------------- | ------------------- | ----------------- | ---- | ---- |
| 1978              | «Авангард» (Рівне)  | D3                | 8    | 6    |
| 1979              | «Авангард» (Рівне)  | D3                | 42   | 16   |
| 1980              | «Авангард» (Рівне)  | D3                | 43   | 25   |
| 1981              | «Авангард» (Рівне)  | D3                | 44   | 16   |
| 1982              | «Авангард» (Рівне)  | D3                | 44   | 15   |
| 1983              | «Колос» (Павлоград) | D3                | 47   | 14   |
| 1984              | «Колос» (Павлоград) | D3                | 33   | 5    |
| 1985              | «Авангард» (Рівне)  | D3                | 40   | 10   |
| Усього за кар'єру | Усього за кар'єру   | Усього за кар'єру | 301  | 107  |